# Jean-François Denisse
Jean-François Denisse (*  16. Mai 1915 in Saint-Quentin; † 17. November 2014 in Paris)  war ein französischer Astronom, der in Frankreich ein Pionier der Radioastronomie war.
Denisse stammte aus einer Künstlerfamilie. Nach dem Studium an der École normale supérieure (Paris) ging er 1942 als Physiklehrer nach Dakar. 1946 war er wieder in Paris am Physik-Labor der ENS, wo sich gerade mit Unterstützung des Laborleiters Yves Rocard eine Radioastronomiegruppe bildete, unter anderem mit Jean-Louis Steinberg. 1950 wurde er über Wellenausbreitung in Plasmen promoviert. 1953 ging die Radioastronomiegruppe an das Observatorium Paris-Meudon und Denisse wurde deren Leiter. Außerdem errichtete die Gruppe einen Standort für Radioastronomie in Nancay, zuerst mit einem Interferometer für Sonnenbeobachtung (1956). 1967 folgte die vollständige Inbetriebnahme des großen Radioteleskops. Denisse, der anfangs besonders mit Radioastronomie die Sonnenaktivität erforschte, wandte sich in den 1960er Jahren der Wissenschaftsorganisation zu. 1963 bis 1968 war er Direktor des Pariser Observatoriums. 1968 gründete er das französische nationale Institut für Astronomie und Geophysik (heute nationales Institut für die Wissenschaft vom Universum, INSU) und 1967 bis 1973 war er Direktor des nationalen französischen Zentrums für Weltraumforschung (CNES). 1978 bis 1982 war er Präsident des Committee on Space Research (COSPAR) in Paris.
Er gilt mit Jean-Louis Steinberg und Émile-Jacques Blum als Begründer der Radioastronomie in Frankreich.
1955 bis 1961 war er Präsident der IAU Kommission 40 (Radioastronomie). 1967 wurde er Mitglied der Académie des Sciences und 1968 korrespondierendes Mitglied der International Academy of Astronautics. Er war Mitglied der Academia Europaea. 1968 erhielt er den Prix des trois physiciens, 1965 den Jules-Janssen-Preis und 1962 den Holweck-Preis.